# Ханцки
Ханцки (груз. ხანწკი) — село в Грузии, на территории Чхороцкуского муниципалитета края (мхаре) Самегрело-Верхняя Сванетия.

## География
Село находится в западной части Грузии, на правом берегу реки Шебе (левый приток Очхомури), на расстоянии приблизительно 7 километров (по прямой) к северо-востоку от города Чхороцку, административного центра муниципалитета. Абсолютная высота — 268 метров над уровнем моря.

## Население
По результатам официальной переписи населения 2014 года в Ханцки проживало 443 человека (235 мужчин и 208 женщин). В национальной структуре населения грузины составляли 99,8 %, белорусы — 0,2 %.
| Год  | Население, человек |
| ---- | ------------------ |
| 2002 | 535                |
| 2014 | ↘ 443              |